# Cristina Marcos
Cristina Marcos Juez (Barcellona, 19 dicembre 1963) è un'attrice e conduttrice televisiva spagnola, vincitrice del Premio Goya per la migliore attrice protagonista nell'edizione del 1995.

## Biografia
Nata a Barcellona, crebbe a Madrid. All'età di diciassette anni, venne notata dal regista Manuel Gutiérrez Aragón, che la volle come protagonista del suo film Maravillas.
Successivamente, studiò filologia ispanica presso l'Università autonoma di Madrid e contemporaneamente prese lezioni di recitazione da Cristina Rota.
Tra il 1990 e il 1992 fu conduttrice della trasmissione televisiva Hablando claro, versione spagnola del format italiano Parola mia.
Nel 1992 ottenne la prima candidatura al Premio Goya, nella categoria migliore attrice non protagonista, per il suo ruolo nel film Tacchi a spillo di Pedro Almodóvar. Tre anni più tardi, grazie all'interpretazione nel film Todos los hombres sois iguales di Manuel Gómez Pereira, Cristina Marcos vinse il Premio Goya per la migliore attrice protagonista.
Nello stesso anno, recitò con un ruolo secondario in televisione nella miniserie La Regenta, ispirata al romanzo di Leopoldo Alas. Sempre sul piccolo schermo, fu tra i protagonisti della serie televisiva El grupo, per la quale venne premiata come miglior attrice televisiva ai Fotogrammi d'argento 2001. Dopo aver vinto il Goya, Cristina Marcos faticò ad ottenere ruoli cinematografici di rilievo.
Nel 2001, recitò al cinema nel film Nessuna notizia da Dio, interpretando una poliziotta lesbica. L'anno seguente, interpretò l'ex fidanzata del protagonista nella serie televisiva Javier ya no vive solo.
Nel 2004 ottenne grande successo a teatro con Il metodo Grönholm, tratto dal testo di Jordi Galceran, che portò in scena per tre anni consecutivi con svariate repliche.
Dopo un periodo di disoccupazione, entrò nel cast della popolare fiction Cuéntame cómo pasó, interpretando la barista vedova Olga. Contemporaneamente, prese parte alla serie Vis a vis - Il prezzo del riscatto, interpretando Magdalena Cruz.
Nel 2022 recitò a teatro come protagonista di un'opera incentrata sulla figura della madre di Federico García Lorca, Vicenta Lorca Romero.

## Filmografia

### Cinema
- Maravillas, regia di Manuel Gutiérrez Aragón (1981)
- La próxima estación, regia di Antonio Mercero (1982)
- Oficio de muchachos, regia di Carlos Romero Marchent (1986)
- L'agguato (Al acecho), regia di Gerardo Herrero (1988)
- Continental, regia di Xavier Villaverde (1989)
- Tacchi a spillo (Tacones lejanos), regia di Pedro Almodóvar (1991)
- La reina anónima, regia di Gonzalo Suárez (1992)
- Terra Fria, regia di António Campos (1992)
- El infierno prometido, regia di Juan Manuel Chumilla-Carbajosa (1992)
- La ardilla roja, regia di Julio Medem (1993)
- Todos los hombres sois iguales, regia di Manuel Gómez Pereira (1994)
- Entre rojas, regia di Azucena Rodríguez (1995)
- Pon un hombre en tu vida, regia di Eva Lesmes (1996)
- Corazón loco, regia di Antonio del Real (1997)
- Mamá es boba, regia di Santiago Lorenzo (1997)
- Insomnio, regia di Chus Gutiérrez (1998)
- Nessuna notizia da Dio (Sin noticias de Dios), regia di Agustín Díaz Yanes (2001)
- Il destino di un guerriero (Alatriste), regia di Agustín Díaz Yanes (2006)
- Fuori menù (Fuera de carta), regia di Nacho G. Velilla (2008)
- La isla interior, regia di Dunia Ayaso e Félix Sabroso (2009)
- Pájaros de papel, regia di Emilio Aragón (2010)
- Alma, Verano 1981, regia di Marc Romero (2022)

### Televisione
- El olivar de Atocha - serie TV, 6 episodi (1989)
- La mujer de tu vida - serie TV, 1 episodio (1990)
- Hablando claro (1990-1992) - conduttrice
- Hasta luego, cocodrilo - serie TV, 5 episodi (1992)
- La Regenta - miniserie TV, 3 episodi (1995)
- Villarriba y Villabajo - serie TV, 1 episodio (1995)
- Mar de dudas - serie TV, 13 episodi (1995)
- El grupo - serie TV, 11 episodi (2000-2001)
- Un chupete para ella - serie TV, 13 episodi (2000-2001)
- Javier ya no vive solo - serie TV, 19 episodi (2002-2003)
- Mobbing - film TV (2006)
- Aída - serie TV, 1 episodio (2008)
- El internado - serie TV, 28 episodi (2009-2010)
- Pulsaciones - serie TV, 7 episodi (2016-2017)
- Cuéntame cómo pasó - serie TV, 46 episodi (2017-2020)
- Vis a vis - Il prezzo del riscatto - serie TV, 6 episodi (2018-2019)
- Gli Inviati - serie TV, 2 episodi (2023)

## Riconoscimenti
- Premio Goya
  - 1992 - Candidatura alla migliore attrice non protagonista per Tacchi a spillo
  - 1995 - Migliore attrice protagonista per Todos los hombres sois iguales

- Premios de la Unión de Actores y Actrices
  - 1995 – Candidatura alla migliore attrice cinematografica per Todos los hombres sois iguales
  - 1996 – Migliore attrice televisiva secondaria per La Regenta
  - 2004 – Candidatura alla migliore attrice teatrale per Il metodo Grönholm
  - 2006 – Migliore attrice teatrale per Il metodo Grönholm

- Fotogrammi d'argento
  - 2001 – Miglior attrice televisiva per El grupo e Un chupete para ella

- Premios Turia
  - 1995 – Migliore attrice per Todos los hombres sois iguales

- Festival Internacional de Cine de Comedia de Peñíscola
  - 1994 – Migliore attrice per Todos los hombres sois iguales
  - 1998 – Migliore attrice per Corazón loco e Insomnio